# Geranium dissectum
Geranium dissectum là một loài thực vật có hoa trong họ Mỏ hạc. Loài này được L. mô tả khoa học đầu tiên năm 1755.

## Hình ảnh

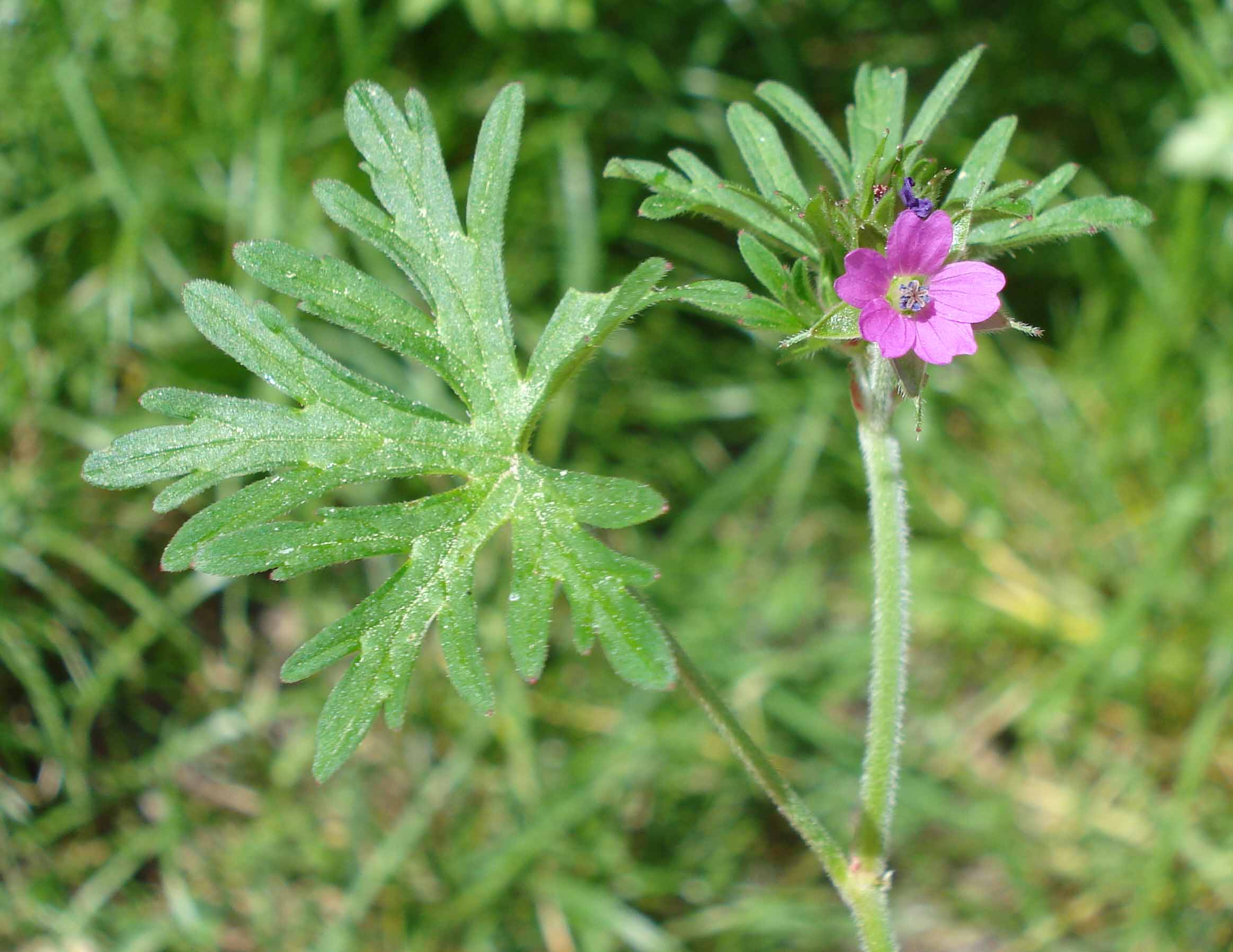
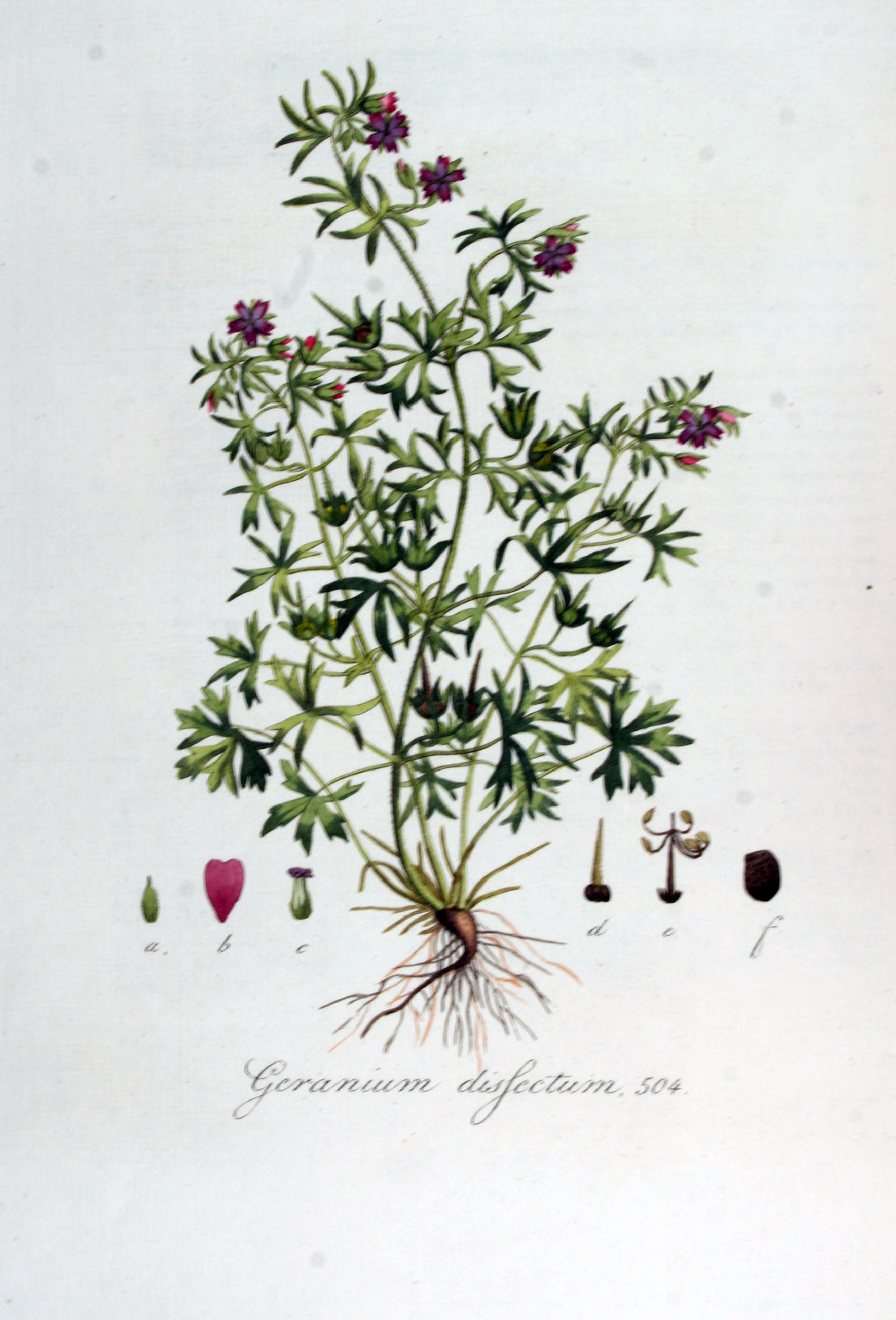
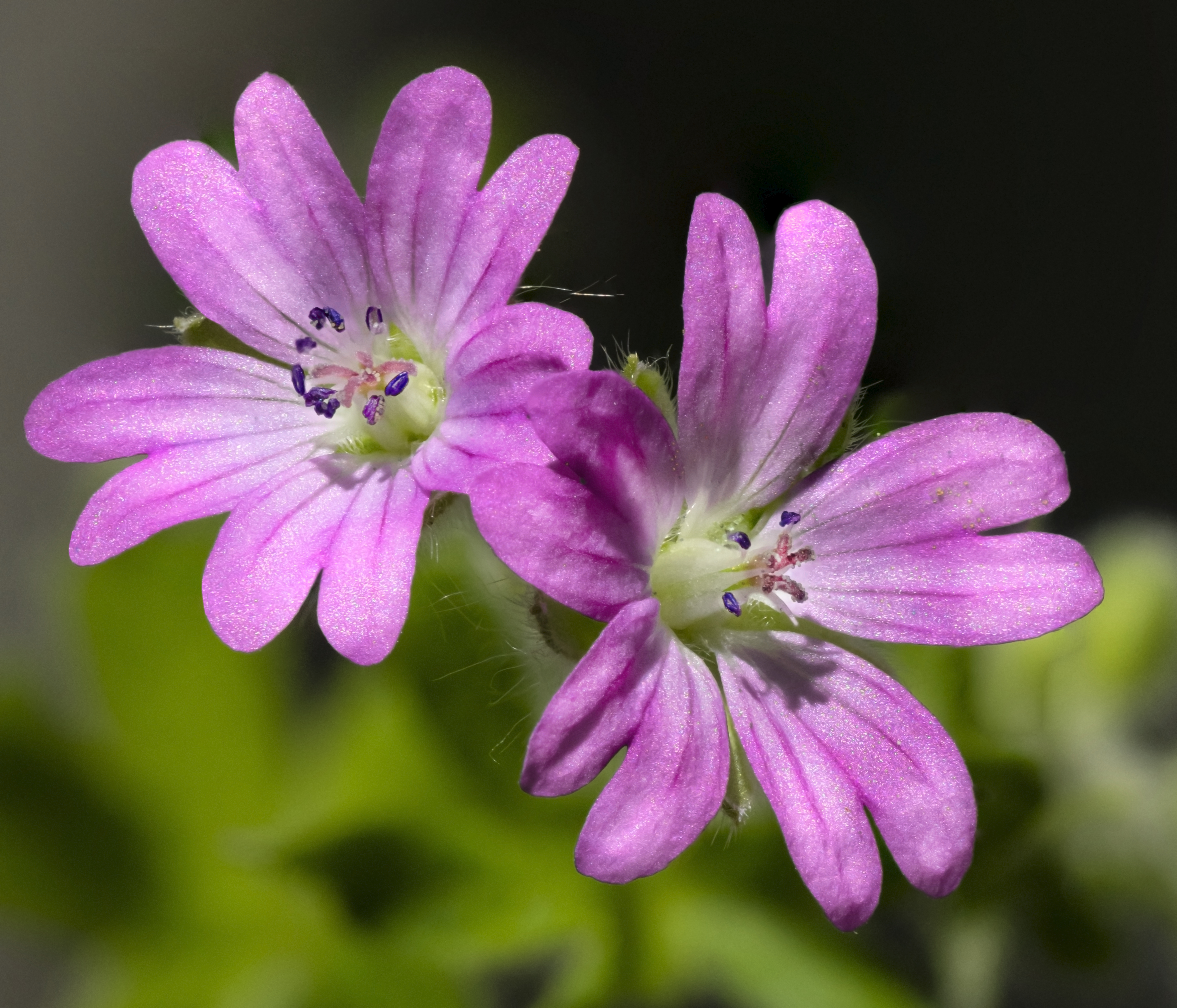
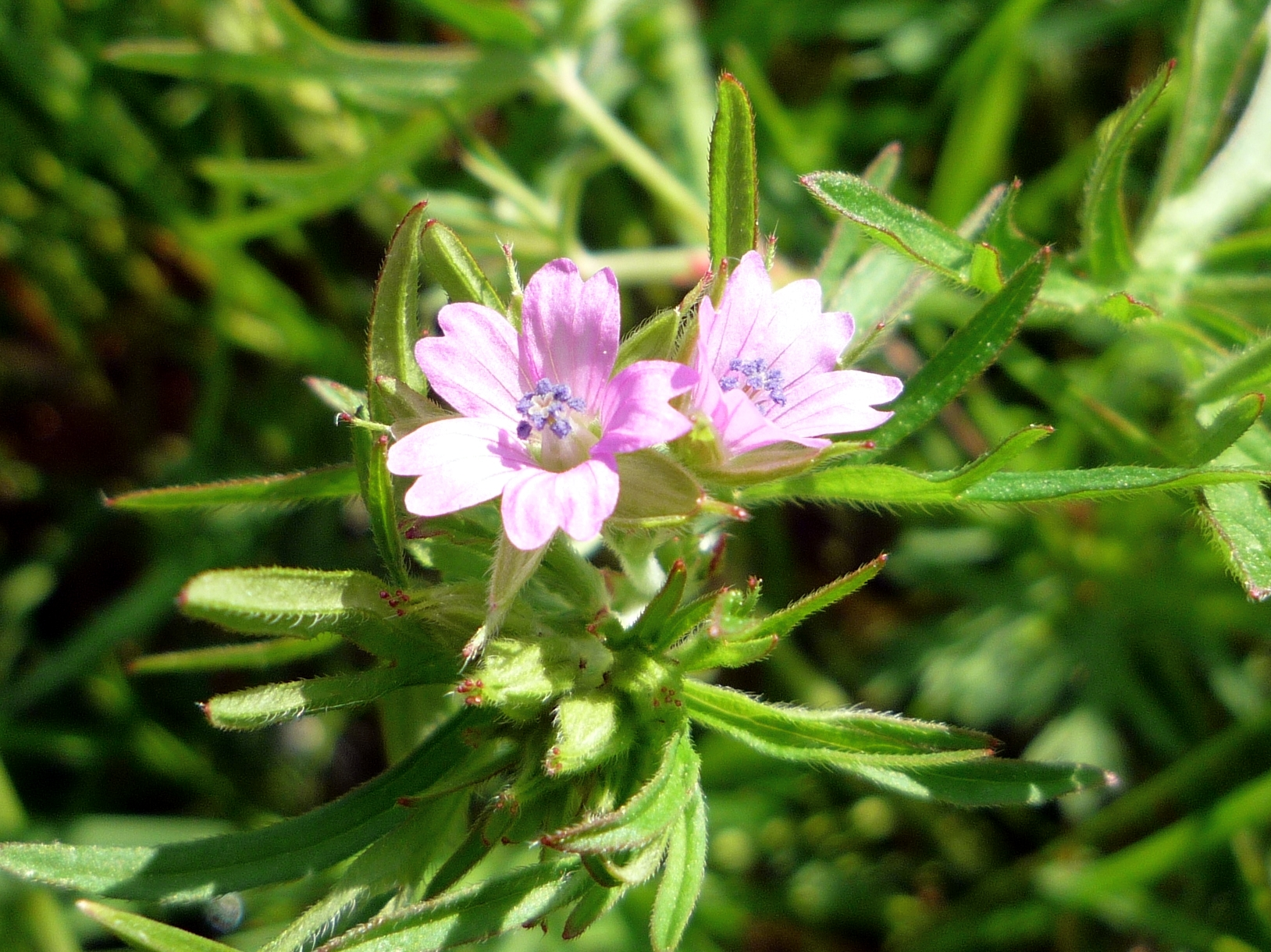
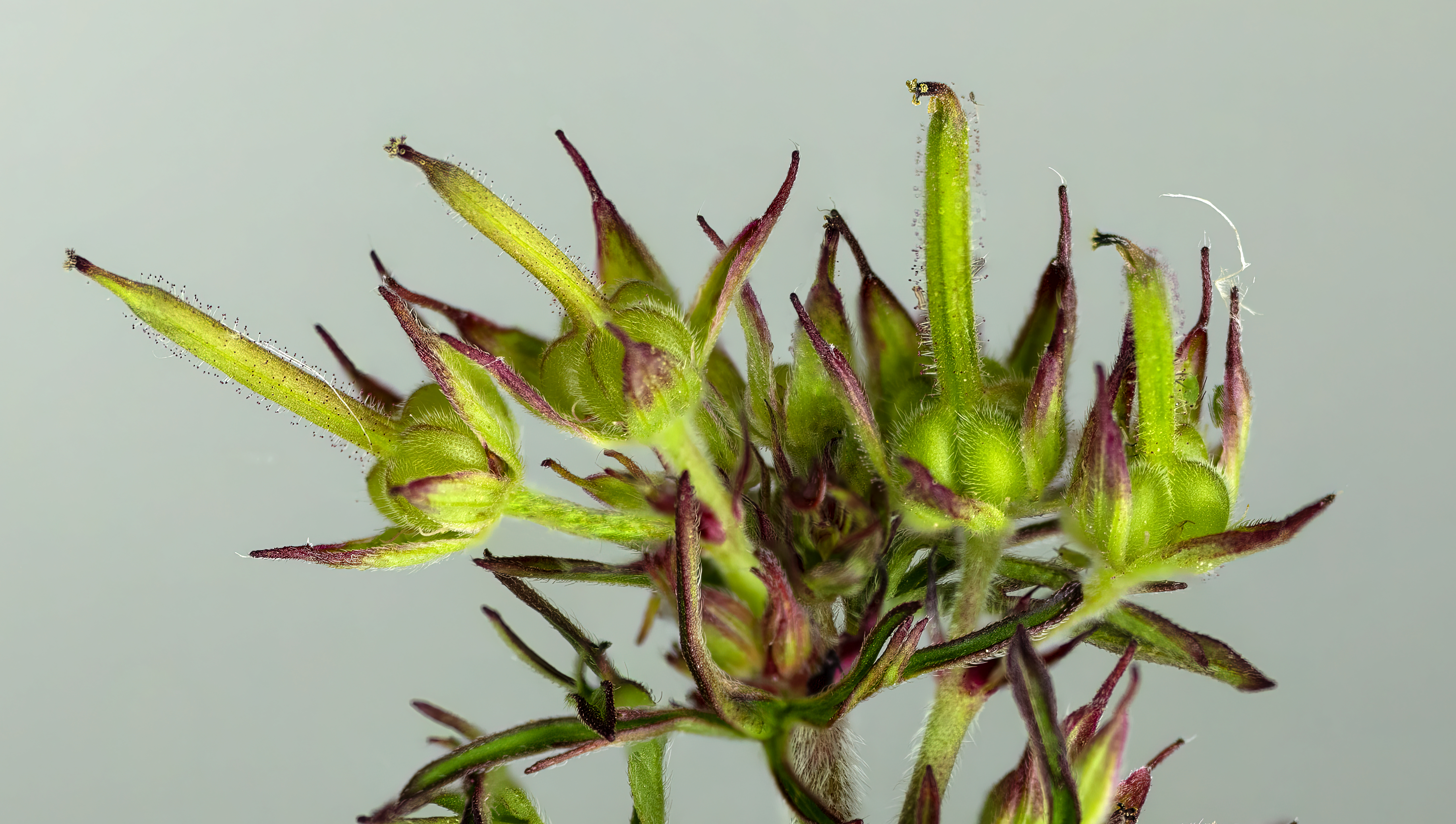
Tuổi thơ chưa trưởng thành